# Loma de los Hoyos
Loma de los Hoyos es una localidad mexicana ubicada en el estado de Michoacán, dentro del municipio de Apatzingán.

## Geografía
Se localiza en el suroeste del estado, a 11.3 km de la cabecera municipal, Apatzingán de la Constitución. Se encuentra a 228 m s. n. m. y cubre un área de 0.89 km².

## Demografía
De acuerdo con el censo de 2020, la localidad tenía un total de 1561 habitantes, de los cuales 816 eran hombres y 745 eran mujeres.
El 83.6 % (885 personas) de la población mayor de 15 años se encontraba alfabetizada.
| Gráfica de evolución demográfica de Loma de los Hoyos entre 1910 y 2020 |
|                                                                         |
| [ 8 ]                                                                   |